# Rioteria rufitibia
Rioteria rufitibia är en tvåvingeart som först beskrevs av Louis-Paul Mesnil 1959.  Rioteria rufitibia ingår i släktet Rioteria och familjen parasitflugor. Inga underarter finns listade i Catalogue of Life.